# Palliduphantes epaminondae
Espèce
Synonymes
- Lepthyphantes epaminondae Brignoli, 1979

Palliduphantes epaminondae est une espèce d'araignées aranéomorphes de la famille des Linyphiidae.

## Distribution
Cette espèce est endémique de Grèce. Elle se rencontre dans la grotte Koryghion Antron en Béotie.

## Description
Le mâle holotype mesure 2,15 mm et la femelle paratype 2,54 mm.

## Étymologie
Cette espèce est nommée en l'honneur d'Épaminondas.

## Publication originale
- Brignoli, 1979 : Ragni di Grecia XI. Specie nuove o interessanti, cavernicole ed epigee. Revue suisse de Zoologie, vol. 86, no 1, p. 181-202 (texte intégral).